# اسماعیل رنگرز
اسماعیل جعفرزاده معروف به اسماعیل رنگرز قاتل زنجیره‌ای و کودک‌آزار ایرانی بود که در ۲۹ شهریور ۱۳۹۶ اعدام شد.

## قتل‌های پیشین
غیر از قتل آتنا اصلانی وی به دو قتل دیگر نیز اقرار کرد. در سال ۱۳۹۱ خانمی مفقود می‌شود و با توجه به سرنخ‌هایی که وجود داشته اسماعیل به اتهام آدم‌ربایی وی دستگیر می‌شود و دو هفته در بازداشت به سر می‌برد، ولی از آن‌جا که دلیلی مبنی بر این‌که این خانم به قتل رسیده به دست نمی‌آید او با صدور قرار منع تعقیب آزاد می‌شود؛ اسماعیل در آخرین دستگیری و بازرسی، به قتل وی اعتراف  کرد.
در سال ۹۳ جسدی کشف شد که قاتل آن نامشخص بود. پس از قتل آتنا و بررسی تحقیقات، خودروی اسماعیل مورد بازرسی قرار گرفت و چکی به نام مقتول کشف شد. وی به این قتل نیز اقرار و اعتراف کرد که او را به قتل رسانده‌است.

## ماجرای قتل آتنا
آتنا اصلانی دختر هفت‌سالهٔ ایرانی اهل پارس‌آباد، یکی از شهرهای استان اردبیل است که در ۲۸ خرداد ۱۳۹۶، توسط قاتل زنجیره‌ای معروف به اسماعیل رنگرز به قتل رسید. دادستان شهرستان پارس‌آباد گفت «آتنا در زمان‌هایی که کنار بساط پدرش بود، برای خوردن آب به جلوی مغازهٔ رنگرزی که در نزدیکی بساط پدرش بود، می‌رفت. صاحب مغازه مردی ۴۰ ساله بود که آتنا و پدرش را از مدت‌ها قبل می‌شناخت و برای او نقشه کشیده بود.» همچنین، به گفتهٔ دادستان اردبیل، انگیزه او از این کار اذیت و آزار جنسی بوده‌است.
اسماعیل رنگرز در اعترافات خود گفت: «دو سه روزی بود که با دیدن آتنا وسوسه شده بودم. روز حادثه جلوی مغازه‌ام آمد که آب بخورد و چون کسی آنجا نبود، به طرفش رفتم. خواستم نقشه‌ام را اجرا کنم، اما او شروع کرد به فریاد زدن. برای همین دستم را روی دهانش گذاشتم و وقتی به‌خودم آمدم دیدم که دیگر نفس نمی‌کشید. ترسیده بودم و جسدش را داخل ساکی گذاشتم و آن را به پارکینگ بردم و در بشکهٔ پلاستیکی مخفی کردم تا سر فرصت در محلی خلوت رها کنم اما چند روز بعد به‌عنوان مظنون دستگیر شدم و رازم فاش شد.»

## دستگیری و برملا شدن قتل
با بررسی دوربین‌های مداربسته مشخص شد که آتنا در محدودهٔ مغازهٔ قاتل ناپدید شده‌است، اما لحظهٔ ورود او در هیچ دوربینی به ثبت نرسیده بود. در این زمان اسماعیل به‌عنوان مظنون دستگیر و جهت بازجویی روانهٔ زندان شد. منزل او مورد بازرسی قرار گرفت، اما پلیس از وجود پارکینگی که قاتل در مکانی نزدیک در اختیار داشت باخبر نبود. به گفتهٔ برادر قاتل، او از زندان با همسرش تماس گرفت و خواست که نسبت به امحای مواد مخدر نگهداری شده در پارکینگ اقدام نماید. همسر اسماعیل رنگرز، پس از پیدا کردن بشکه‌ای که جسد در آن قرار داشته و بوی تعفن می‌داد، برادر قاتل را در جریان قرار می‌دهد و او نیز جسد را از درون بشکه کشف می‌کند و به پلیس خبر می‌دهد.

## مجازات
وی سحرگاه ۲۹ شهریور ۱۳۹۶ در ملأعام اعدام شد.